# Ponapella pihapiha
Ponapella pihapiha é uma espécie de gastrópode  da família Assimineidae.
É endémica de Micronésia.